# Acantholimnophila maorica
Acantholimnophila maorica là một loài ruồi trong họ Limoniidae. Chúng phân bố ở miền Australasia.